# Jens Zachariassen

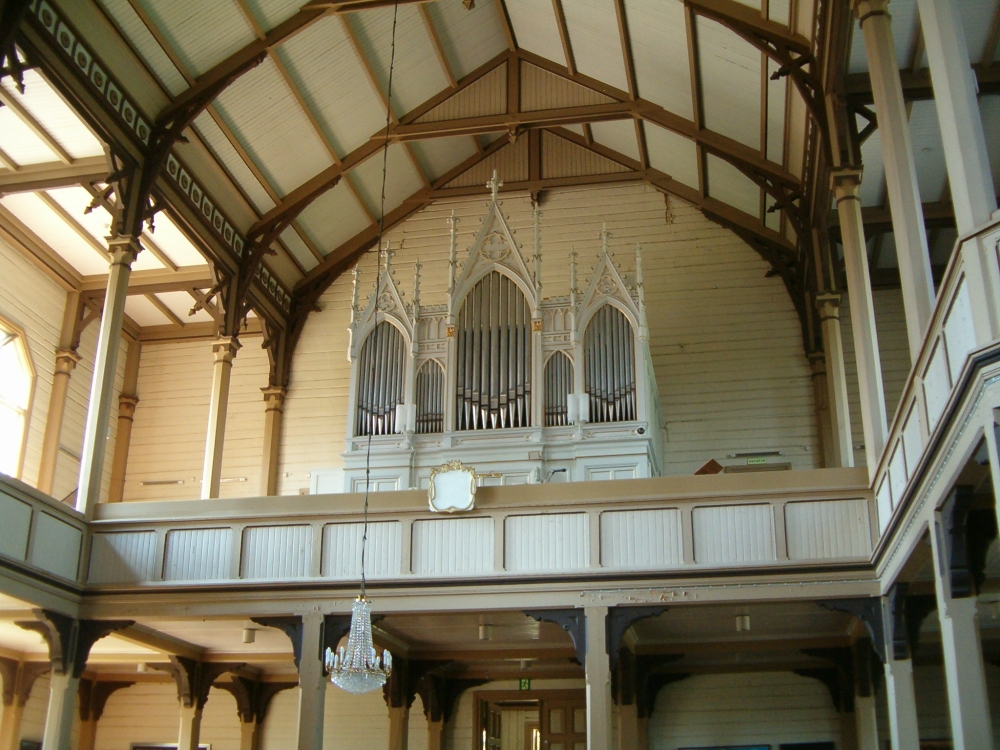
Heinävesi kyrkas orgelfasad. Orgeln byggdes 1906 med 25 stämmor. 1981 byggde Kangasala orgelfabrik om orgeln. Den fick då 33 stämmor. Fasaden är den ursprungliga.

Jens Alexander Zachariassen, född 24 maj 1839 i Broager, Danmark, död 14 juni 1902 i Nystad, Finland, var en danskfödd orgelbyggare och redare, som bodde i Finland från år 1865 och framåt.
1865 kom Zachariassen till Nystad för att installera en ny orgel i stadens nya kyrka. Orgeln var byggd av de danska orgelbyggarna Marcussen & Søn. Han gifte sig 1869 med den lokala redaren Johan Rivells dotter Maria Helena Rivell och bosatte sig i Nystad. Han började bygga egna orglar 1866.

## Orgelbyggeri
Zachariassens orgelbyggeri verkade i Nystad åren 1870–1923 och byggde mer än 110 orglar. I dag finns cirka tjugo bevarade orglar. Zachariassen installerade Nystads kyrkas orgel med 28 stämmor som hans släktingar Marcussen hade byggt. Den första egna orgeln byggde Zachariassen för Centrala Björneborgs kyrka, men den har senare ersatts av en nyare. Hans orglar hade hög kvalitet. Ursprungligen byggde man mekaniska orglar, men på 1890-talet övergick man enligt modet att bygga pneumatiska orglar. Orglarna representerar ett helromantiskt ideal. De har en varm och ljus ton med bland annat flöjt- och violinstämmor.
Fabriken var Nordens största orgelbyggeri. De största orglarna fanns i Viborgs nya domkyrka (1895, 45 stämmor) och i Kejserliga operan i Moskva. Domkyrkans orgel var Finlands största orgel. Orgeln försvann då Sovjetunionen rev domkyrkan. Numera finns den största av hans orglar i Lovisa kyrka (1898, 35 stämmor, utökad 1971).
Orgelbyggeriet upphörde 1923 när det skulle krävts alltför stora investeringar för att fortsätta verksamheten. Totalt byggdes 140 stora kyrkorglar, liksom många mindre harmonier.

## Skeppsredare
Zachariassen var också skeppsredare och under 30 år delägare i sju segelfartyg.
Efter Zachariassens död grundade hans arvingar företaget J. A. Zachariassen & Co. för att fortsätta rederiverksamheten. År 1922 var rederiet det största i Finland till tonnaget sett. 1936 förvärvade rederiet ett fraktfartyg på 6 537 bruttoregisterton, S/S Kronoborg. Hon var i slutet av 1930-talet Finlands största handelsfartyg. Rederiet ägde segelfartyget Port Caleidon, som sjönk i Biscayabukten 1924. Det sista segelfartyget, den fyrmastade barken Port Stanley, såldes som skrot år 1924 och det första ångfartyget köptes 1921.
Rederiet leddes av Zachariassens son Alexander Gabriel Zachariassen (1870–1937) och från 1937 tog hans son Berndt Zachariassen (1909–1995) över.
Efter kriget inköptes fyra nya fartyg för att ersätta de förlorade, men sjöfarten upphörde när motorskeppet Kronoborg såldes 1969 till Ilmari Tuulis rederi och följande år skrotades det sista fartyget Wasaborg.

## Annan företagsverksamhet
Sonen Alexander Zachariassen grundade metallindustrin Oy Excelsior Ab i stadsdelen Epilänharju i Tammerfors. Där producerades olika slags små metallprodukter för bygg- och, båtbehov, selar, saxar, bestick och under krigsåren också matbackar för fält. 1924 grundade han också plywoodfabriken Ladoga Trä Ab i Lahdenpohja vid Ladogas strand. Zachariassens familj ägde även en plywoodfabrik i Heinola. Den hade grundats 1929, men gick snart i konkurs och inköptes av Zachariassen redan 1931.
1893 köpte Zachariassen Lejmans folkcykelfabrik i Kainpirtti, Nystad och förvandlade den till Nystads Mekaniska verkstad och ångkvarn. Inom företaget grundade Zachariassen också Saku ångsåg, som var i gång fram till 1957.
Efter fredsslutet i andra världskriget måste J. A. Zachariassen & Co. avstå plywoodfabriken i Lahdenpohja. Fartygen som de ägde måste överlåtas till Sovjetunionen som krigsskadestånd och en del beslagtogs av de allierade. Zachariassen förvärvade i slutet av 1940-talet Pyörä- ja Puuteollisuus Oy i Lahtis. Företaget hade grundats redan 1908. Produktionsanläggningar fanns i Lahtis och Kausala. Samtidigt köptes en plywoodfabrik i Villmanstrand. Den ägdes av Viborgs Fanerfabrik Ab och hade grundats 1937.
Under 1960- och 70-talen avtog verksamheten. 1967 sålde Zachariassen Viborgs fanerfabrik till Rauma-Repola Oy. Fabriken i Heinola måste återuppbyggas efter en förödande brand 1969 och såldes 1975 till Enso-Gutzeit Oy. Pyörä- ja Puuteollisuus såldes 1973 till Lahtis stad, som sålde den vidare till Asko Oy. 1974 upphörde verksamheten vid Pyörä- ja Puuteollisuus Oy.
1986 sålde Rauma-Repola Viborgs Fanerfabrik till Kymi-Strömberg Oy. År 1995 lade Kymmene-koncernens  Schauman Wood Oy ned Viborgs Fanerfabrik och koncentrerade verksamheten till Kaukas bruk. Fabriken i Heinola överfördes 1990 till Enso-Gutzeit från Schauman Wood Oy och kom 1996 i UPM-Kymmene Oy:s ägo. Verksamheten i Heinola upphörde 2010. Verksamheten i Lahdenpohja fortsatte och ingår nu i Bumex-koncernen.

## Rederiets fartyg
| Fartygets namn    | Ägdes åren | Slag             | Byggnadsår | Byggdes ort             | Upphuggen                                                                               | Dödvikt (ton) | Övrigt |
| ----------------- | ---------- | ---------------- | ---------- | ----------------------- | --------------------------------------------------------------------------------------- | ------------- | --- |
| S/S Anversoise    | 1923–1935  | fraktångfartyg   | 1901       | Yarrow on Tyne, England | 1939 Briton Ferry, Wales                                                                | 6 300         | Inköpt från Antwerpen 1921 |
| S/S Gantoise      | 1923–1935  | fraktångfartyg   | 1902       | Yarrow on Tyne, England | 1935 Blyth                                                                              | 6 330         | |
| S/S Saint Stephen | 1924–1942  | fraktångfartyg   | 1911       | Port Glasgow, Skottland | 1968 välte och sjönk med en saltlast vid brasilianska kusten                            | 7 350         | När hon inköptes Finlands största fartyg, såld 1942 till Brasilien |
| S/S Vasaborg      | 1926–1935  | fraktångfartyg   | 1909       | Hamburg                 | 1951 Antwerpen                                                                          | 7 800         | När hon inköptes Finlands största fartyg, tidigare Union City, såld 1935 till Neapel, Italien, beslagtogs 1940 av britterna i Liverpool, sänktes som vågbrytare 1944 i Normandie |
| S/S Olofsborg     | 1928–1941  | fraktångfartyg   | 1912       | Sunderland              | 1955 Rio de Janeiro                                                                     | 11 300        | När hon inköptes Finlands största fartyg, tidigare Anglo-Egypten, 1941 såld till Brasilien                                                                                       |
| S/S Rolfsborg     | 1937–1941  | fraktångfartyg   | 1915       | Fredrikstad, Norja      | 1945 sjönk med kollast i Firth of Forth efter kollision med fartyget Empire Swordsman . | 3 000         | tidigare Kollskegg, beslagtogs 1941 av britterna i Greenock. |
| S/S Kronoborg     | 1938–1945  | fraktångfartyg   | 1920       | Belfast                 | 1970 Bilbao, Spanien                                                                    | 11 000        | tidigare Tower Dale, När hon inköptes Finlands största ångfartyg, ingick i krigsskadeståndet till Sovjetunionen                                                                  |
| S/S Marieborg     | 1938–1954  | fraktångfartyg   | 1920       | Köpenhamn               | 1967 La Spezia, Italien                                                                 | 3 000         | tidigare Olga S, såld till Mariehamn till Rederi Ab Nordfart och vidare 1958 till Italien                                                                                        |
| S/S Finnborg      | 1948       | fraktångfartyg   | 1921       | Odense                  | sjönk 1948 utanför Cherbourg efter en kollision med amerikanska S/S Southport.          | 3 940         | tidigare Kirsten Maersk' |
| S/S Olofsborg     | 1956–1959  | fraktångfartyg   | 1944, 1947 | Sunderland, Amsterdam   | 1971 Bilbao, Spanien                                                                    | 10 100        | tidigare Bernhard |
| M/S Wasaborg      | 1949–1970  | fraktmotorfartyg | 1924       | Fevig, Norge            | 1970 Hamburg                                                                            | 6 060         | tidigare Bernhard, såld 1959 till Polen |
| M/S Kronoborg     | 1957–1969  | fraktmotorfartyg | 1938       | Helsingör, Danmark      | 1972 Shanghai                                                                           | 6 096         | tidigare Slesvig, såld 1969 till rederiet Ilmari Tuuli under namnet M/S Tiuri |